# 10347 Murom
10347 Murom là một tiểu hành tinh vành đai chính với chu kỳ quỹ đạo là 1354.6197274 ngày (3.71 năm).
Nó được phát hiện ngày 23 tháng 4 năm 1992.